# Søren Petersen
Søren Peter Petersen (ur. 6 grudnia 1894 w Kolding, zm. w 1945 w Belgii) – duński bokser, srebrny medalista olimpijski. 
W roku 1920 wziął udział w Igrzyskach Olimpijskich w Antwerpii, gdzie w wadze ciężkiej w pierwszej walce pokonał Franka Dove z Wielkiej Brytanii (TKO w 3 r.). W półfinale wygrał z Amerykaninem Williamem Spenglerem walkowerem. W meczu o złoty medal przegrał przez nokaut w 2 r. z Brytyjczykiem Ronaldem Rawsonem.
W latach 1920–1921 został mistrzem Danii w wadze ciężkiej.
W roku 1924 wziął udział w Igrzyskach Olimpijskich w Paryżu, gdzie w wadze ciężkiej w pierwszej walce pokonał Carlo Scottiego z Włoch (na punkty), a następnie Arthura Clintona z USA walkowerem. W półfinale wygrał z Holendrem Henkiem de Bestem na punkty. W meczu o złoty medal przegrał na punkty z Norwegiem Ottonem von Poratem.
W roku 1924 przeszedł na zawodowstwo. Rozegrał 20 walk. Wygrał 10 (4 przez KO), 8 przegrał (7 przez KO) a 1 była nierozstrzygnięta.
| Przebieg kariery zawodowej |                            |                               |            |                                            |
| Data                       | Miejsce                    | Przeciwnik                    | Wynik      | Opis                                       |
| 6.11. 1924                 | The Cirkus Oslo            | Johnny Espen · Norwegia       | W TKO w 8r | Pierwsza walka zawodowa                    |
| 30.11. 1930                | Palais des Sports Bruksela | Pierre Charles · Belgia       | P KO 4r    | O tytuł Mistrza Europy wagi ciężkiej (EBU) |
| 23.12. 1933                | Fronton Jai Alai Madryt    | Isidoro Gastanaga · Hiszpania | P KO 3r    | Ostatnia walka zawodowa                    |